# Azealia Banks

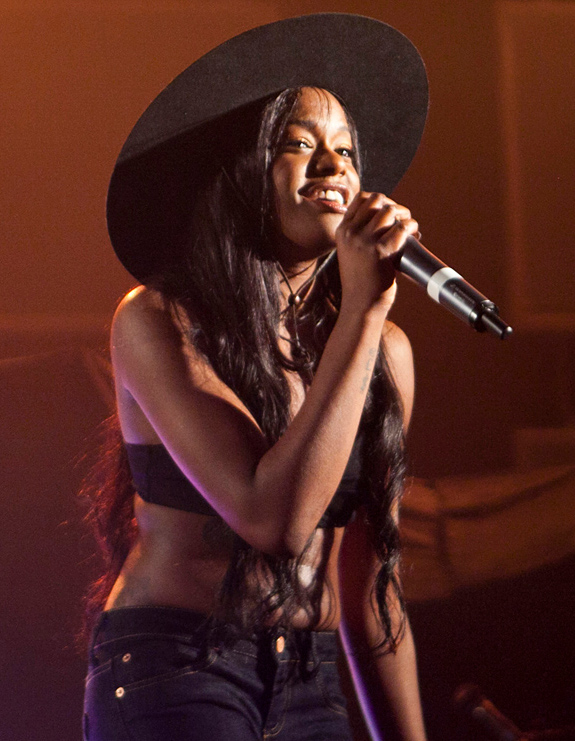
Azealia Banks bei den NME Awards in London (2012)

Azealia Amanda Banks (* 31. Mai 1991 in Harlem, New York) ist eine US-amerikanische Rapperin und Sängerin.

## Karriere

### Karrierebeginn
Azealia Banks war Schülerin an der New Yorker LaGuardia High School für Musik und darstellende Kunst und versuchte sich als Schauspielerin und Musicaldarstellerin, bevor sie sich der Hip-Hop-Musik zuwandte. Sie trat als Miss Bank$ auf und machte erste Aufnahmen unter anderem mit dem Musikprojekt Major Lazer. Nach der Trennung von XL Records, bei dem keine Soloveröffentlichung zustande kam, ging sie nach England, um mit dem Produzenten Paul Epworth an einem Debütalbum zu arbeiten und nannte sich von dort an Azealia Banks und nicht wie zuvor Miss Bank$.

### 2011–2012:1991undFantasea
Im September 2011 machte sie mit dem Song 212, der auf einem Sample von Lazy Jay aufbaut, erstmals in größerem Maß auf sich aufmerksam. Im Dezember 2011 veröffentlichte sie den Song Liquorice nachdem sie zuvor vom NME zur coolsten Person 2011 gekürt wurde. 2012 veröffentlichte sie die EP 1991, welche unter anderem die Titel 212 und Liquorice und zwei neue Tracks enthält.
Am 11. Juli 2012 brachte Banks ihr erstes Mixtape Fantasea heraus, welches erst Fantastic heißen sollte. Zuvor brachte sie die Songs Jumanji, Aquababe und Nathan im Internet heraus.
Ihre erfolgreichste Single bis dato ist 212. Anfang 2012 belegte Banks bei der BBC-Prognose für den Sound of 2012 Platz 3. Unmittelbar danach stieg 212 durch die Downloadnachfrage auf Platz 75 in die UK-Charts ein. Es folgte eine richtige Wiederveröffentlichung, drei Monate nach dem Ersteintritt erreichte die Single Platz 12 in England und auch in Belgien und den Niederlanden kam sie in die Top 20.

### 2013–2016:Broke with Expensive TasteundSlay-Z

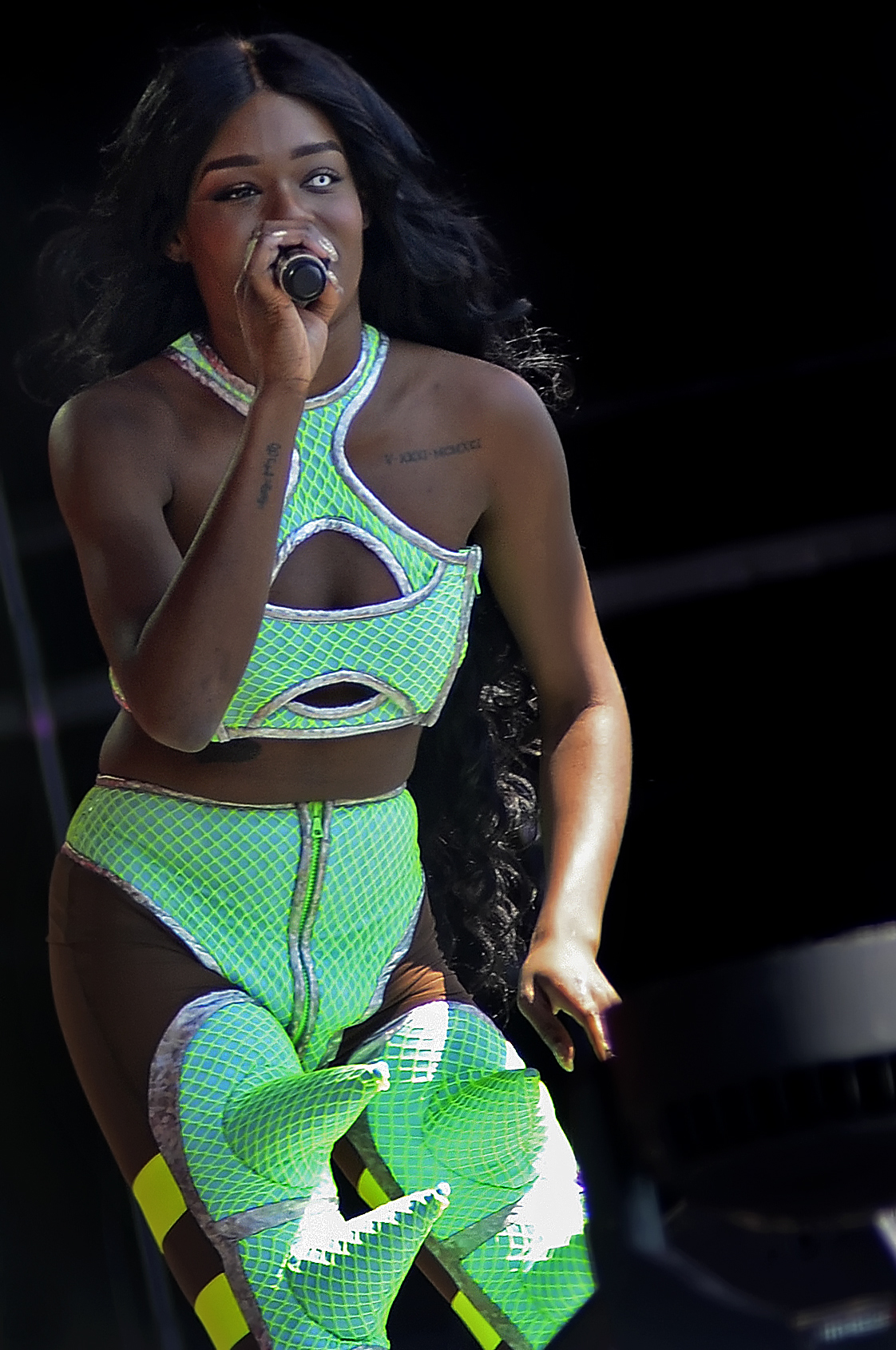
Azealia Banks auf dem Glastonbury Festival in 2013

2013 veröffentlichte sie die Single Yung Rapunxel, welche die Lead-Single aus ihrem ersten Studioalbum Broke with Expensive Taste ist. Später folgte dann die Promotion-Song ATM Jam, die sie mit Produzent Pharrell Williams einsang. Die zweite Single des Albums Heavy Metal and Reflective veröffentlichte sie über ihr eigenes Label Azealia Banks Records. 2014 erschien ein paar Tage vor dem Release des Albums auch noch die dritte Single des Albums, nämlich Chasing Time.
Ihr lang vorher angekündigtes erstes Album Broke with Expensive Taste veröffentlichte sie schließlich im November 2014. Im Mai 2015 folgte dann die letzte Single aus dem Album, nämlich Ice Princess.
Im Februar 2015 wurde bekannt, dass Banks ihr Schauspiel-Debüt im Film Coco von RZA geben wird und dort die Hauptrolle spielt. Der Film wurde am 1. Dezember 2017 als Love Beats Rhymes von CodeBlack Films und Lionsgate veröffentlicht.
Am 24. März veröffentlichte sie ihr zweites Mixtape Slay-Z. Zuvor veröffentlichte sie die Singles The Big Big Beat und Used To Being Alone. Das Video zu The Big Big Beat erschien am 26. April 2016 und zeigt sie in ein paar Szenen in New York.
Im Mai geriet sie in einen Twitter-Streit mit Zayn Malik, den sie beschuldigte, bei der Konzeption eines Videos ihre Ideen plagiiert zu haben. Nachdem sie ihn bezüglich seiner pakistanischen Abstammung und vermeintlichen gleichgeschlechtlichen Orientierung beleidigt hatte, wurde ihr Twitter-Account gesperrt und ein Festivalveranstalter strich ihren Auftritt aus dem Programm. Im Juni 2016 entschuldigte sie sich in einem offenen Brief für ihr Verhalten und gelobte Besserung.
Im August 2016 wurde der Song Blossom im Internet veröffentlicht, welcher eigentlich für ihr Debütalbum gedacht war. Im gleichen Monat veröffentlichte sie einen weiteren Song, nämlich Wut U Do, für ihr drittes Mixtape Fantasea II. Aktuell arbeitet sie an diesem und an ihrem zweiten Studioalbum Business & Pleasure.

### 2017–2019:Fantasea II: The Second WaveundIcy Colors Change
Im Frühjahr 2017 veröffentlichte sie den Song Crown auf Soundcloud, den sie zusammen mit Lunice aufgenommen hat. Die Single Chi Chi erschien am 5. Juni 2017. Am 26. Juni wurde der Song Escapades, welchen sie über ihre CheapyXO Website angekündigt hatte, als Promotion-Single veröffentlicht. Am 1. September wurde der Song dann auch zum Verkauf und Stream als Single veröffentlicht.
Ihr Mixtape Slay-Z wurde am 12. Juli 2017 auch für den Verkauf und für den Stream bereitgestellt. Sie gründete vorher ihr eigenes Label Chaos & Glory Recordings. Sie startete eine Tour am 4. Oktober 2017, bei der sie durch die Vereinigten Staaten und durch Kanada tourte und dort Konzerte gab.
Der Film Love Beats Rhymes, wo Banks die Hauptrolle der Coco übernimmt, wurde am 1. Dezember veröffentlicht. Regie führte hierbei der Rapper RZA. Für Banks ist dies die erste Rolle in einem Film. Am 9. März 2018 veröffentlichte sie den Song Movin’ on Up, dem sie dem Film gewidmet hat.
Am 6. April 2018 erschien mit Anna Wintour die erste Single aus ihrem zweiten Studioalbum Fantasea II: The Second Wave, welches sie bereits seit 2013 aufnimmt und 2018 erscheinen sollte. Am 5. Juli 2018 erschien die zweite Single Treasure Island. Die Veröffentlichung des Albums wurde nach ihrem Auftritt bei Wildn' out von Banks auf ungewisse Zeit verschoben. Am 22. August 2018 erfolgte die Veröffentlichung des Songs Pyrex Princess.
Im November 2018 kündigte Banks über Instagram, dass am 20. Dezember 2018 die EP Icy Colors Change veröffentlicht werde. Sie enthält einige Weihnachtslieder, unter anderem den gleichnamigen Song Icy Colors Change, welchen sie bereits ein Jahr zuvor als Demo veröffentlicht hat.
Am 7. Juli 2021 veröffentlichte Banks mit Fuck Him All Night eine weitere Singleauskopplung von Fantasea II. Im Oktober des Jahres erschien die Doppel Single Tarantula/Wings of a Butterfly.

## Diskografie

### Studioalben
| Jahr | Titel Musiklabel                         | Höchstplatzierung, Gesamtwochen, AuszeichnungChartplatzierungen (Jahr, Titel, Musiklabel, Platzierungen, Wochen, Auszeichnungen, Anmerkungen) | Höchstplatzierung, Gesamtwochen, AuszeichnungChartplatzierungen (Jahr, Titel, Musiklabel, Platzierungen, Wochen, Auszeichnungen, Anmerkungen) | Anmerkungen                            |
| Jahr | Titel Musiklabel                         | UK | US | Anmerkungen                            |
| ---- | ---------------------------------------- | --- | --- | -------------------------------------- |
| 2014 | Broke with Expensive Taste Prospect Park | UK62 (1 Wo.)UK | US30 (2 Wo.)US | Erstveröffentlichung: 6. November 2014 |

### EPs
| Jahr | Titel Musiklabel                | Höchstplatzierung, Gesamtwochen, AuszeichnungChartplatzierungen (Jahr, Titel, Musiklabel, Platzierungen, Wochen, Auszeichnungen, Anmerkungen) | Höchstplatzierung, Gesamtwochen, AuszeichnungChartplatzierungen (Jahr, Titel, Musiklabel, Platzierungen, Wochen, Auszeichnungen, Anmerkungen) | Anmerkungen                                           |
| Jahr | Titel Musiklabel                | UK | US | Anmerkungen                                           |
| ---- | ------------------------------- | --- | --- | ----------------------------------------------------- |
| 2012 | 1991 Interscope Records/Polydor | UK79 (1 Wo.)UK | US133 (2 Wo.)US | Erstveröffentlichung: 28. Mai 2012 Verkäufe: + 35.000 |
| 2018 | Icy Colors Change eOne Music    | — | — | Erstveröffentlichung: 20. Dezember 2018               |

### Mixtapes
| Jahr | Titel Musiklabel                            | Anmerkungen                         |
| ---- | ------------------------------------------- | ----------------------------------- |
| 2012 | Fantasea Selbstveröffentlichung             | Erstveröffentlichung: 11. Juli 2012 |
| 2016 | Slay-Z Selbstveröffentlichung/Chaos & Glory | Erstveröffentlichung: 24. März 2016 |

### Singles als Leadmusikerin
| Jahr | Titel Album | Höchstplatzierung, Gesamtwochen, AuszeichnungChartplatzierungen (Jahr, Titel, Album, Platzierungen, Wochen, Auszeichnungen, Anmerkungen) | Höchstplatzierung, Gesamtwochen, AuszeichnungChartplatzierungen (Jahr, Titel, Album, Platzierungen, Wochen, Auszeichnungen, Anmerkungen) | Anmerkungen                                                                  |
| Jahr | Titel Album | UK | US | Anmerkungen                                                                  |
| ---- | ----------- | --- | --- | ---------------------------------------------------------------------------- |
| 2011 | 212 1991    | UK12 ×2Doppelplatin · (40 Wo.)UK | — | Erstveröffentlichung: 6. Dezember 2011 Verkäufe: + 1.260.000; feat. Lazy Jay |

### Singles als Gastmusikerin
| Jahr | Titel Album                  | Anmerkungen                                                                         |
| ---- | ---------------------------- | ----------------------------------------------------------------------------------- |
| 2012 | Control It Gold Dust: Vol. 2 | Erstveröffentlichung: 21. September 2012 Shystie feat. Azealia Banks                |
| 2015 | Blown Away –                 | Erstveröffentlichung: 28. Februar 2015 GypjaQ feat. Azealia Banks                   |
| 2015 | I’m That... (Remix) –        | Erstveröffentlichung: 23. März 2015 R. City feat. Beenie Man & Azealia Banks        |
| 2015 | Trap Queen (Remix) –         | Erstveröffentlichung: 4. Mai 2015 Fetty Wap feat. Quavo, Gucci Mane & Azealia Banks |

### Weitere Veröffentlichungen
| Jahr | Titel Album                                           | Anmerkungen                              |
| ---- | ----------------------------------------------------- | ---------------------------------------- |
| 2012 | Liquorice 1991                                        | Erstveröffentlichung: 4. Dezember 2012   |
| 2013 | Yung Rapunxel Broke with Expensive Taste              | Erstveröffentlichung: 13. April 2013     |
| 2014 | Heavy Metal and Reflective Broke with Expensive Taste | Erstveröffentlichung: 28. Juli 2014      |
| 2014 | Chasing Time Broke with Expensive Taste               | Erstveröffentlichung: 22. September 2014 |
| 2015 | Ice Princess Broke with Expensive Taste               | Erstveröffentlichung: 23. März 2015      |
| 2016 | The Big Big Beat Slay-Z                               | Erstveröffentlichung: 19. Februar 2016   |
| 2017 | Chi Chi Fantasea II: The Second Wave                  | Erstveröffentlichung: 5. Juni 2017       |
| 2017 | Escapades Fantasea II: The Second Wave                | Erstveröffentlichung: 26. Juni 2017      |
| 2018 | Anna Wintour Fantasea II: The Second Wave             | Erstveröffentlichung: 6. April 2018      |
| 2018 | Treasure Island Fantasea II: The Second Wave          | Erstveröffentlichung: 5. Juli 2018       |

### Promo-Singles
| Jahr | Titel Album                                 | Anmerkungen                                                   |
| ---- | ------------------------------------------- | ------------------------------------------------------------- |
| 2012 | Jumanji Fantasea                            | Erstveröffentlichung: 11. Mai 2012                            |
| 2013 | BBD Broke with Expensive Taste              | Erstveröffentlichung: 1. Januar 2013                          |
| 2013 | ATM Jam –                                   | Erstveröffentlichung: 30. August 2013 feat. Pharrell Williams |
| 2017 | Crown Slay-Z                                | Erstveröffentlichung: 17. Februar 2017                        |
| 2018 | Movin’ on Up Fantasea II: The Second Wave   | Erstveröffentlichung: 9. März 2018                            |
| 2018 | Pyrex Princess Fantasea II: The Second Wave | Erstveröffentlichung: 22. August 2018                         |

## Musikvideos
| Jahr | Titel                            | Regisseur           |
| ---- | -------------------------------- | ------------------- |
| 2011 | L8R                              | BBGUN               |
| 2011 | 212 (feat. Lazy Jay)             | Vincent Tsang       |
| 2012 | Shady Love (mit Scissor Sisters) | Hiro Murai          |
| 2012 | Liquorice                        | Rankin              |
| 2012 | Van Vogue                        | Rankin              |
| 2012 | 1991                             | Rankin              |
| 2012 | Esta Noche                       | Adria Petty         |
| 2012 | Atlantis                         | Division            |
| 2013 | Harlem Shake (Remix)             | Rony Alwin          |
| 2013 | No Problems                      | Rony Alwin          |
| 2013 | Yung Rapunxel                    | Jam Sutton          |
| 2013 | ATM Jam                          | Rony Alwin          |
| 2014 | Heavy Metal and Reflective       | Rob Soucy, Nick Ace |
| 2014 | Chasing Time                     | Marc Klasfeld       |
| 2015 | Wallace                          | We Were Monkeys     |
| 2015 | Ice Princess                     | Rob Soucy, Nick Ace |
| 2015 | Count Contessa                   | Rony Alwin          |
| 2016 | The Big Big Beat                 | Matt Sukkar         |

## Auszeichnungen für Musikverkäufe
| Silberne Schallplatte - Vereinigtes Königreich - 2025: für das Lied Luxury Goldene Schallplatte - Australien - 2013: für das Album 1991 - Neuseeland - 2024: für das Album Broke with Expensive Taste | 2× Platin-Schallplatte - Neuseeland - 2024: für die Single 212 |

Anmerkung: Auszeichnungen in Ländern aus den Charttabellen bzw. Chartboxen sind in ebendiesen zu finden.
| Land/RegionAuszeichnungen für Musikverkäufe (Land/Region, Auszeichnungen, Verkäufe, Quellen) | Silber  | Gold     | Platin     | Verkäufe  | Quellen              |
| -------------------------------------------------------------------------------------------- | ------- | -------- | ---------- | --------- | -------------------- |
| Australien (ARIA)                                                                            | —       | Gold1    | —          | 35.000    | aria.com.au          |
| Neuseeland (RMNZ)                                                                            | —       | Gold1    | 2× Platin2 | 75.000    | radioscope.co.nz NZ2 |
| Vereinigtes Königreich (BPI)                                                                 | Silber1 | —        | 2× Platin2 | 1.400.000 | bpi.co.uk            |
| Insgesamt                                                                                    | Silber1 | 2× Gold2 | 4× Platin4 |           |                      |

## Auszeichnungen
| Jahr | Organisation           | Auszeichnung            | Platz   |
| ---- | ---------------------- | ----------------------- | ------- |
| 2011 | BBC Sound of 2012      | Sound of 2012           | Dritter |
| 2012 | NME Awards             | Philip Hall Radar Award | Erster  |
| 2012 | Billboard Music Awards | New Style Icon          | Erster  |